# Montillana
La Montillana es una localidad y municipio español situado en la parte noroccidental de la comarca de Los Montes, en la provincia de Granada, comunidad autónoma de Andalucía. Limita con los municipios granadinos de Iznalloz, Benalúa de las Villas, Colomera y Moclín, y con los municipios jienenses de Alcalá la Real, Frailes y Noalejo. Otras localidades cercanas son Campotéjar y Campillo de Arenas. Por su término discurren los ríos Colomera, de las Juntas, Mures y de Rosales.
El municipio añoreto comprende los núcleos de población de la Montillana —capital municipal— y Trujillos.

## Historia
Los primeros poblamientos de la Montillana debieron ser de la Prehistoria aunque no se han encontrado en su término restos arqueológicos que lo demuestren.
Su fundación como núcleo urbano corresponde a algún momento de la dominación musulmana en España y sufrió siempre las consecuencias de su situación geográfica como tierra de frontera, sobre todo el hostigamiento al que durante años sometieron a todo el territorio los jinetes cristianos acuartelados en Baeza.
La población actual se debe a la puesta en explotación agrícola de sus tierras, impulsada por el Cabildo granadino tras la Guerra de Granada. Durante el siglo XVI la oligarquía del Reino de Granada adquiere la mayoría de las tierras de Los Montes. En el caso de la Montillana, en 1510 Diego de Castilla, II señor de Gor compró su casona y heredamiento, que se constituyó en señorío en el siglo XVIII con el alcalaíno Juan José Aranda y Álvarez de Sotomayor, maestrante de Granada. El 'Diccionario Estadístico' de Pascual Madoz señala en la Montillana 230 casas y la producción de trigo, cebada, habas y garbanzos, entre otros, ovejas y cabras y caza.
Al igual que otras poblaciones de Los Montes, como en el caso de Pedro Martínez o Píñar, la fundación de su ayuntamiento es consecuencia de las desamortizaciones del siglo XIX. La puesta en explotación de tierras por los nuevos propietarios supuso el incremento de la población y en 1836 la Montillana se escindió de Colomera para formar un ayuntamiento propio.
En 1968 se produjo la integración de Trujillos en el municipio, que hasta la fecha había sido independiente.

## Geografía

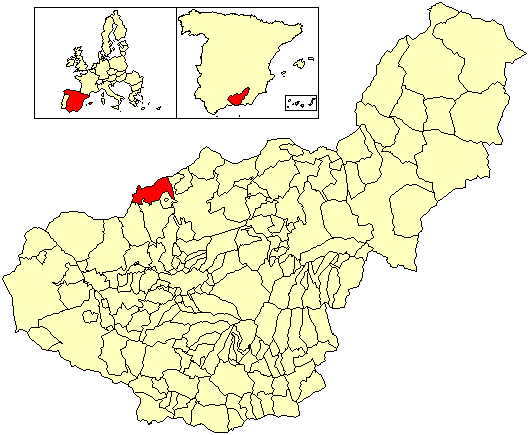
Extensión del municipio en la provincia de Granada

### Situación
Integrado en la comarca de Los Montes, se encuentra situado a 47 kilómetros de Jaén, a 51 de la capital provincial, a 176 de Almería y a 296 de Murcia. Muy próxima a su término municipal discurre la autovía A-44, que conecta el interior peninsular con la Costa Granadina por las ciudades de Jaén y Granada.
| Noroeste: Frailes (J)                   | Norte: Noalejo (J)                    | Nordeste: Noalejo (J) y Iznalloz          |
| Oeste: Frailes (J) y Alcalá la Real (J) |                                       | Este: Iznalloz                            |
| Suroeste: Moclín                        | Sur: Colomera y Benalúa de las Villas | Sureste: Benalúa de las Villas e Iznalloz |

## Demografía
Montillana cuenta con una población de 1057 habitantes (INE 2024).
| Gráfica de evolución demográfica de Montillana entre 1857 y 2021 |
| |
| Población de derecho según los censos de población del INE Población de hecho según los censos de población del INEEntre el censo de 1857 y el anterior, aparece este municipio porque se segrega del municipio Colomera Entre el censo de 1970 y el anterior, crece el término del municipio porque incorpora a Trujillos |

Según el Instituto Nacional de Estadística de España, en el año 2022 la Montillana contaba con 1 083 habitantes censados, que se distribuyen de la siguiente manera:
| Unidad poblacional | Hab.  |
| ------------------ | ----- |
| Montillana         | 849   |
| Trujillos          | 62    |
| diseminado         | 172   |
| TOTAL              | 1 083 |

## Economía

### Evolución de la deuda viva municipal
| Gráfica de evolución de la deuda viva del Ayuntamiento de la Montillana entre 2008 y 2019                                |
| |
| Deuda viva del Ayuntamiento de la Montillana en miles de euros según datos del Ministerio de Hacienda y Función Pública. |

## Símbolos
La Montillana cuenta con un escudo y bandera adoptados oficialmente el 5 de marzo de 2010.

### Escudo
Su descripción heráldica es la siguiente:

Escudo español. De plata (blanco), encajado cortado de dos encajes entrantes enteros de sinople (verde) cargado de dos olivos de oro (amarillo) arrancados colocados en faja. Al timbre, corona real española cerrada.

### Bandera
La enseña del municipio tiene la siguiente descripción:

Paño rectangular de proporciones 3:2 (largo por ancho); encajada horizontal dividiendo la bandera en dos partes horizontales de similar superficie y de forma complementaria la una con la otra mediante dos encajes entrantes enteros; la parte superior blanca y la inferior verde con dos olivos arrancados amarillos, en la disposición en que figuran en el escudo.

## Política
Los resultados en la Montillana de las últimas elecciones municipales, celebradas en mayo de 2023, son:
| Elecciones Municipales - Montillana (2023) | Elecciones Municipales - Montillana (2023) | Elecciones Municipales - Montillana (2023) | Elecciones Municipales - Montillana (2023) | Elecciones Municipales - Montillana (2023) |
| Partido político                           | Partido político                           | Votos                                      | %Válidos                                   | Concejales                                 |
| ------------------------------------------ | ------------------------------------------ | ------------------------------------------ | ------------------------------------------ | ------------------------------------------ |
|                                            | Partido Popular (PP)                       | 375                                        | 50,13%                                     | 5                                          |
|                                            | Partido Socialista Obrero Español (PSOE)   | 287                                        | 38,36%                                     | 3                                          |
|                                            | Vox (VOX)                                  | 83                                         | 11,09%                                     | 1                                          |

## Comunicaciones

### Carreteras
Las principales vías de comunicación que transcurren por el municipio son:
| Identificador | Denominación                       | Itinerario                      |
| ------------- | ---------------------------------- | ------------------------------- |
| A-403         | De Alcalá la Real a Dehesas Viejas | Alcalá la Real - Dehesas Viejas |
| GR-4405       | De N-323a a Montillana y Trujillos | Venta de Andar - Trujillos      |

Algunas distancias entre la Montillana y otras ciudades:
| Ciudades | Distancia (km) |
| -------- | -------------- |
| Iznalloz | 25             |
| Jaén     | 47             |
| Granada  | 51             |
| Almería  | 176            |
| Murcia   | 296            |

## Servicios públicos

### Sanidad
Hay un consultorio médico en la Montillana y un consultorio auxiliar en Trujillos. Se encuentran en la zona de referencia del Hospital Universitario Virgen de las Nieves de Granada.

### Educación
Está dotada con el CEIP Félix Rodríguez de la Fuente.

## Cultura

### Patrimonio
Entre su patrimonio artístico destaca el Paraje de los Roaero, una necrópolis romana hallada en 1990 en la que se realizaron trabajos de excavación para ponerla al descubierto.

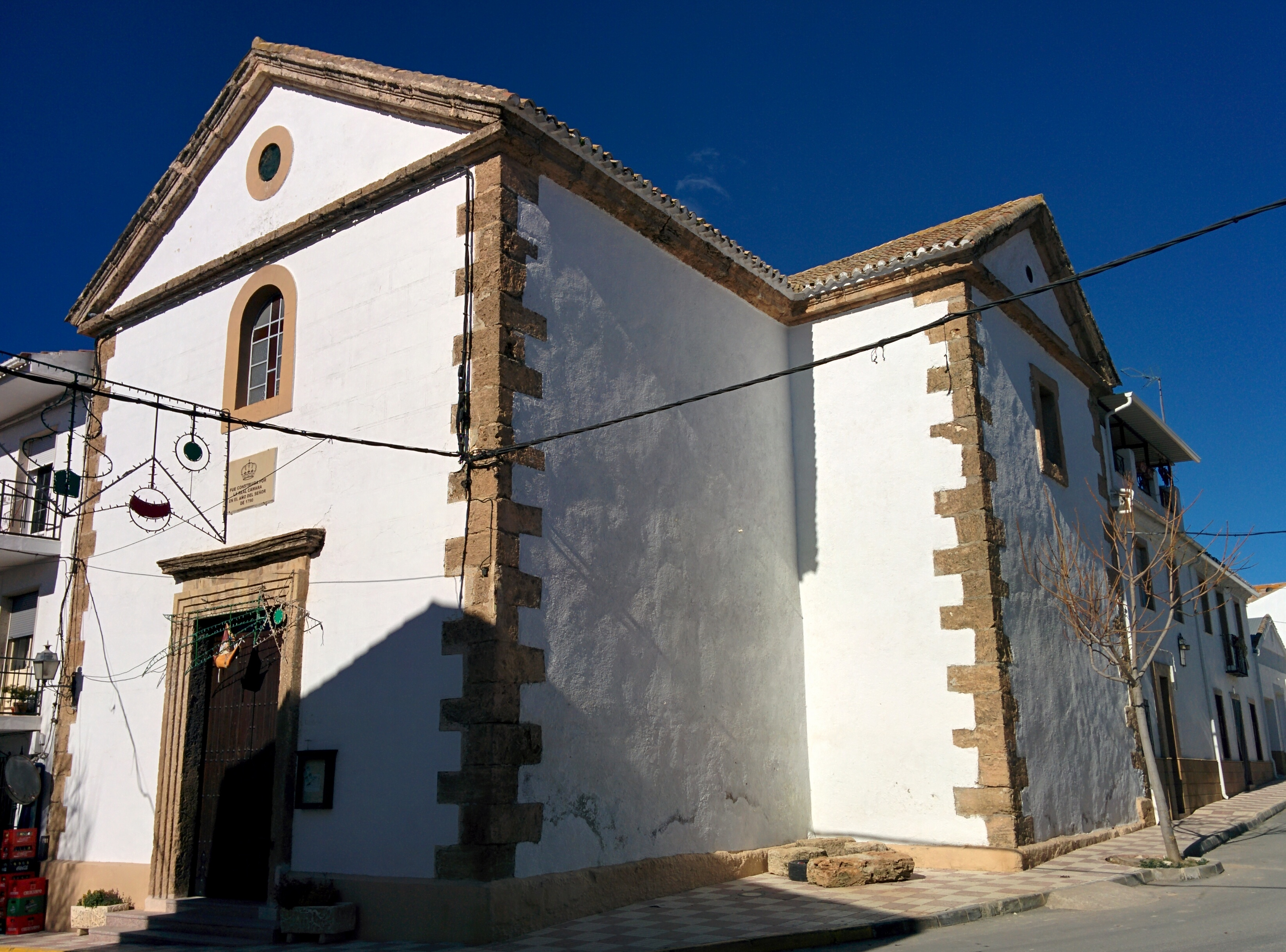
Iglesia de Santa Ana, en la Montillana

La Iglesia Parroquial de Santa Ana, de estilo neoclásico, fue construida a finales del siglo XVIII, año 1793, y presenta planta de cruz latina. Se conserva una imagen de la Inmaculada, similar a la obra del escultor granadino Alonso Cano. Según se cuenta dicha imagen pudo ser creada por uno de los discípulos del propio Alonso Cano.

### Fiestas
Sus fiestas populares se celebran el primer fin de semana de agosto. Estas son las fiestas patronales en honor de la Virgen del Rosario. Durante las fiestas tiene lugar una serie de actividades que se desarrollan en la plaza del pueblo con fuegos artificiales y por las distintas calles con juegos y cucañas, los deportes se llevan a cabo en las instalaciones habilitadas para ello y así realizar diversas competiciones. Una de las actividades a destacar sería la suelta de vaquillas por las calles, celebración del Trial 4x4 y la gran verbena popular amenizada cada noche con un grupo musical, en ellas se realiza la elección de la Reina y las damas de honor. Además se saca una procesión por todo el pueblo, con costaleros y costaleras que pasean a la virgen del Rosario por todas las calles del pueblo.
El Día de la Cruz se celebra el día 3 de mayo. Tras la misa en honor a la Santa Cruz, los vecinos se reúnen en torno a las cruces que previamente han decorado en las calles y plazas del pueblo, mientras se canta y se baila.
La Virgen de la Candelaria se celebra el 2 de febrero, generalmente en la plaza del pueblo y en los diferentes barrios donde se realiza una gran hoguera haciendo un corro alrededor de la misma donde se canta y baila, durando la fiesta hasta la madrugada. Esta fiesta tiene su origen porque en ella se queman los malos espíritus que rodean al pueblo y a sus gentes.
La Virgen del Rosario se celebra el 7 de octubre, en esta fiesta mayor hay que reseñar los bailes regionales granadinos y las distintas comidas que tienen lugar en los días festivos.

### Gastronomía
Costumbre de carácter familiar muy arraigada aún es la matanza del cerdo, hacia el mes de diciembre, que proporciona lomo en adobo, conservado en orzas, etc. Otros guisos autóctonos comunes a la comarca son el conejo con andrajos, las migas con melón, o platos ligados a ciclos festivos como el potaje de vigilia y el bacalao, platos típicos de Semana Santa. Entre la amplia oferta repostera destacan los borrachuelos, el hornazo o las tortas de carda.